# Fromental (Haute-Vienne)
Fromental é uma comuna francesa na região administrativa da Nova Aquitânia, no departamento de Alto Vienne. Estende-se por uma área de 22,65 km². Em 2010 a comuna tinha 544 habitantes (densidade: 24 hab./km²).